# Oscar Ortega Sánchez

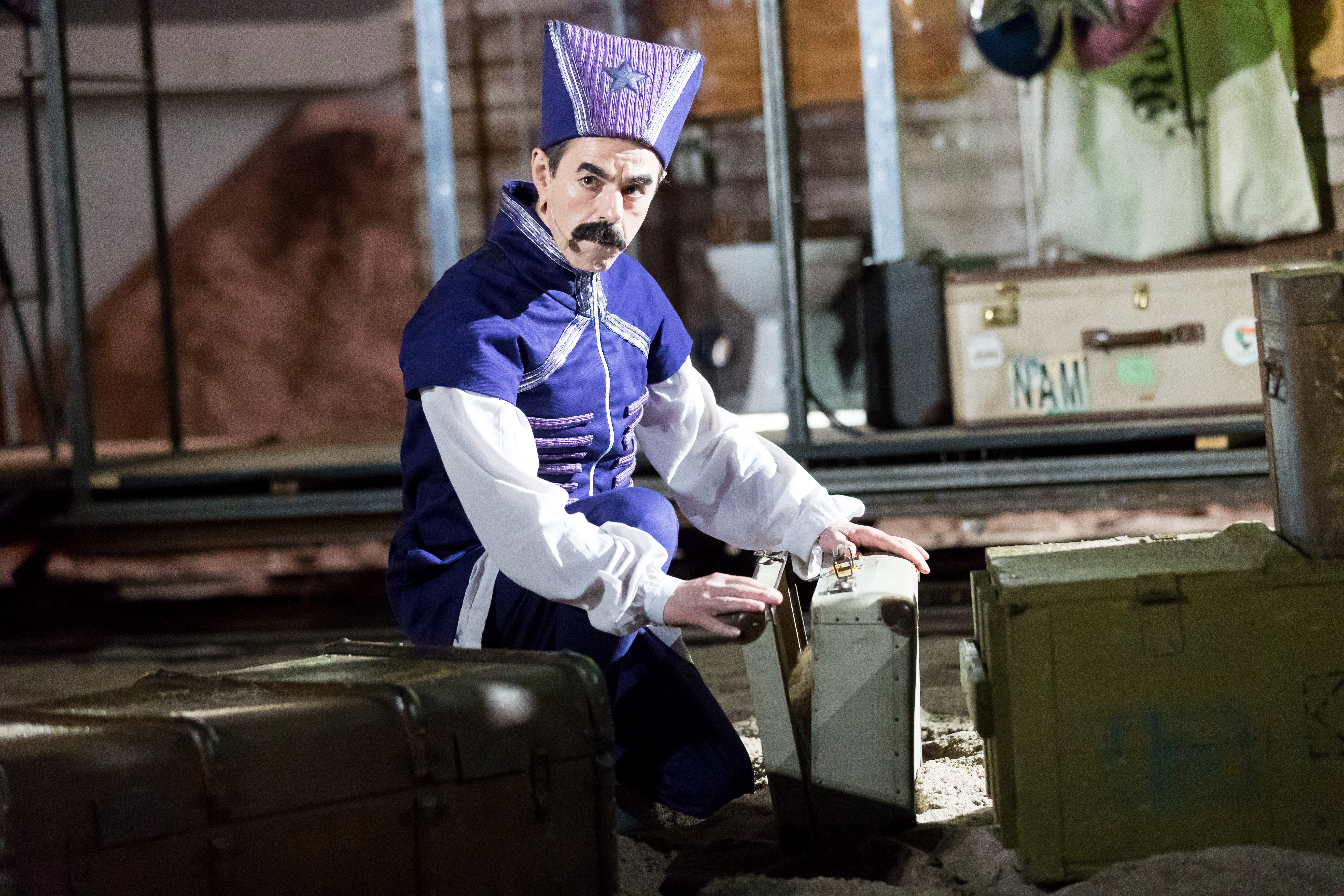
Oscar Ortega Sánchez 2017 als Polizeichef Enver Sahin bei den Nibelungenfestspielen

Oscar Ortega Sánchez (* 1962 in Lampertheim) ist ein deutscher Schauspieler.

## Leben
Seine Kindheit verbrachte er in Lampertheim und, ab 1969, in Mannheim, als seine Eltern mit ihm in die Neubausiedlung Vogelstang zogen. Im Laufe seines sechsten Lebensjahres war er beim Athletik Sportverein 1904 Lampertheim zum Ringen gekommen, einem Sport, dem er 20 Jahre lang treu blieb; später kam er zum Tischtennis. Die Schule beendete er nach der 10. Klasse. Nach einer Ausbildung zum Industriekaufmann arbeitete er zunächst drei Jahre lang als Buchhalter bei Daimler-Benz und zog in den Mannheimer Stadtteil Neckarstadt-West. Nach dem ersten Besuch einer Theatervorstellung im Alter von 24 Jahren entschied er sich für die Bühnenlaufbahn. Er kündigte seine Arbeitsstelle und gelangte nach einem Abstecher an die Folkwangschule schließlich an das Bühnenstudio der Darstellenden Künste in Hamburg, das er von 1987 bis 1989 besuchte. Während seiner Ausbildung spielte er als Statist am Thalia Theater und wurde dort vom Intendanten Jürgen Flimm entdeckt. Flimm besetzte ihn fortan in seinen Inszenierungen und Ortega Sánchez spielte bis 1995 sieben Jahre als festes Ensemblemitglied an der Hamburger Bühne.
Seinen Durchbruch im Kino hatte er 1995 in Lars Beckers Thriller Bunte Hunde. 1998 übernahm er Kinorollen in Andy Bauschs Back in trouble, in Hans-Christian Schmids Film 23 – Nichts ist so wie es scheint sowie in Fatih Akıns Regiedebüt Kurz und schmerzlos. 1999 wurde er für seine Rolle in 36 Stunden Angst (Regie: Jörg Grünler) für den Deutschen Fernsehpreis nominiert. 2000 erhielt er für seine Rolle als argentinischer Starkicker „Dios“ in Tomy Wigands Filmkomödie Fußball ist unser Leben eine Nominierung für den Deutschen Filmpreis. In den darauffolgenden Jahren spielte er in zahlreichen Kinofilmen, u. a. in Ein göttlicher Job (2000), Emil und die Detektive und D’Artagnan, auf Herz und Nieren (beide 2001). Außerdem leitete er jahrelang die Filmklasse der Schule für Schauspiel Hamburg (SfSH).
Von 2003 bis 2007 sowie 2010 übernahm er Gastrollen an den Hamburger Kammerspielen, zuletzt in Über Wasser, nach China in der Regie von Peter Lichtefeld. 2014 stand er auf der Bühne am Theater am Kurfürstendamm in Schlechter Rat unter der Regie von Nicolai Sykosch. 2017 spielte er den Polizeichef bei den Nibelungenfestspielen Worms.
Neben seinen Film- und Theaterengagements etablierte sich Ortega Sánchez auch im Fernsehen und übernahm Episodenrollen in den wichtigsten deutschen Krimiformaten; herausragend hier seine Darstellung eines Ausbrechers in der Krimikomödienserie Fuchs und Gans – Wenn Stefan 2 mal klingelt (Folge 16). Dem Publikum war er 2008 bis 2018 als Kommissar Mustafa Tombul bekannt, der in der ARD/Degeto-Krimireihe Mordkommission Istanbul ermittelte. Zudem ist er in einer Rolle in Lars Beckers Filmreihe Nachtschicht zu sehen sowie in zahlreichen Fernsehfilmen, u. a. Der Nebelmörder von Jörg Grünler, Die Frauenversteher von Jan Josef Liefers, Kaspar Heidelbachs Verhexte Hochzeit, Die Patriarchin von Carlo Rola sowie Der beste Lehrer der Welt von Lars Becker.
Nach seinem Auftritt 2013 in Til Schweigers Film Kokowääh 2 übernahm Ortega Sánchez im Jahr 2014 Rollen in den Kinofilmen The Cut und Saphirblau.

## Filmografie (Auswahl)

### Kino
- 1995: Bunte Hunde
- 1997: Back in Trouble
- 1998: Kurz und schmerzlos
- 2001: Emil und die Detektive
- 2008: Lauf um dein Leben – Vom Junkie zum Ironman
- 2009: Mord ist mein Geschäft, Liebling
- 2013: Kokowääh 2
- 2014: The Cut
- 2014: Saphirblau
- 2015: Desaster
- 2016: Vor der Morgenröte
- 2016: Unsere Zeit ist jetzt
- 2017: Simpel
- 2024: Warum ich?

### Fernsehen
- 1997: Null Risiko und Reich
- 1997: Alphateam – Die Lebensretter im OP (Fernsehserie, 29 Folgen)
- 1997: Die Männer vom K3 (Fernsehserie, Folge Zu viele Verdächtige)
- 1998: 36 Stunden Angst –  Ein Vater kämpft um sein Kind
- 1999–2009: Ein Fall für zwei (Fernsehserie, verschiedene Rollen, 3 Folgen)
- 2000: Fußball ist unser Leben
- 2000: Rette deine Haut
- 2000: Donna Leon – Vendetta (Fernsehreihe)
- 2001: Der Vamp im Schlafrock
- 2002: Nachtschicht – Amok! (Fernsehreihe)
- 2002: Verhexte Hochzeit
- 2003: Nachtschicht – Vatertag
- 2003, 2024: SOKO Köln (Fernsehserie, verschiedene Rollen, 2 Folgen)
- 2003: Tatort: Dschungelbrüder (Fernsehreihe)
- 2004: Einsatz in Hamburg – Bei Liebe Mord (Fernsehreihe)
- 2004–2019: Großstadtrevier (Fernsehserie, verschiedene Rollen, 3 Folgen)
- 2005: Der beste Lehrer der Welt
- 2005: Die Patriarchin (Mini-Fernsehserie)
- 2006: Alarm für Cobra 11 (Fernsehserie, Folge Das Versprechen)
- 2006: Rosa Roth – Der Tag wird kommen (Fernsehreihe, Dreiteiler)
- 2006: Nachtschicht – Der Ausbruch
- 2007: Nachtschicht – Ich habe Angst
- 2008–2018: Mordkommission Istanbul (Fernsehreihe)
- 2008: Patchwork
- 2009: Der Bulle von Tölz: Abenteuer Mallorca (Fernsehreihe)
- 2009: Für immer Venedig
- 2009: Schaumküsse
- 2009: Nachtschicht – Blutige Stadt
- 2012: Ein Fall für Zwei (Fernsehserie, Folge Der tote Zeuge)
- 2012: Der Mann, der alles kann
- 2013: Heiter bis tödlich: Fuchs und Gans (Fernsehserie, Folge Wenn Stefan 2x klingelt)
- 2013: Morden im Norden (Fernsehserie, Folge Ein Fall mit Überlänge)
- 2017–2019: Allmen (Fernsehreihe)
  - 2017: Allmen und das Geheimnis des rosa Diamanten
  - 2019: Allmen und das Geheimnis der Dahlien
- 2019: Pastewka (Fernsehserie, 2 Folgen)
- 2019: Bettys Diagnose (Fernsehserie, Folge Verplant)
- 2021: Joachim Vernau – Requiem für einen Freund (Fernsehreihe)
- 2021: Zum Glück zurück
- 2021: Oskar, das Schlitzohr und Fanny Supergirl (Fernsehfilm)
- 2022: Honecker und der Pastor (Fernsehfilm)
- 2022: Ein starkes Team: Die letzte Reise (Fernsehreihe)
- 2022: Nachtschicht – Die Ruhe vor dem Sturm
- 2023: WaPo Bodensee (Fernsehserie, Folge Fangfrisch)
- 2023: Wilsberg: Wut und Totschlag (Fernsehreihe)
- 2024: Reset – Wie weit willst Du gehen? (Miniserie, 4 Folgen)
- 2024: SOKO Köln (Fernsehserie, Folge Der Bienenkönig)
- seit 2024: Für immer Sommer (Fernsehreihe)
  - 2024: Ein neues Leben
  - 2024: Enthüllungen
- 2024: Warum ich? (sechsteilige Fernsehserie, Folge 6 "Casa Carmen")
- 2025: Die Beschatter (Fernsehserie, Folge Der Todesengel)
- 2025: Die Bachmanns

## Hörspiele (Auswahl)
- 1995: Martin Maier: Em Martin Maier sein Frauetraum (Martin/Martina) – Regie: Hartmut Kirste (badisch-pfälzisches Mundarthörspiel – SDR)
- 2002: Dan Fesperman: Lügen im Dunkeln (2 Teile) (Damir Begovic) – Regie: Martin Zylka (WDR)
- 2009: Bernd Cailloux: Der Wendekreis des Käfers (Zukunftsforscher) – Regie: Thomas Wolfertz (WDR)
- 2011: Dunja Arnaszus: Die letzte Schlacht – ein präpostkapitalistisches Bekennerschreiben (Felipe) – Regie: Dunja Arnaszus (NDR)
- 2011: Lothar Stemwedel: Das obskure Ende der Geschichte (Señor Dorantes) – Regie: Fabian von Freier (WDR)
- 2012: Matthias Wittekindt: Die Ziege (Alejandro, Javiers Onkel) – Regie: Christine Nagel (NDR)

## Ehrungen
- 2017: Eintrag ins Goldene Buch der Stadt Worms[3]